# Ke zdi
Ke zdi (1990) je třetí studiové album Nerezu. Obsahuje šest autorských písniček Zuzany Navarové a čtyři Zdeňka Vřešťála.
Ke zdi je poslední studiové album Nerezu a podle Zdeňka Vřešťála je už zde patrné, že se cesty hlavních protagonistů skupiny rozcházejí. Vít Sázavský není uveden jako autor či spoluautor u žádné z písniček a Zdeněk Vřešťál se Zuzanou Navarovou v některých písních vůbec nehrají ani nezpívají. Album také podle Vřešťála vyšlo pozdě: písničky napsané před listopadem 1989 již nebyly v roce 1990 tak zajímavé.
Nerez nahrál také anglickou verzi alba, ta se ale nepovedla a nikdy nevyšla.

## Písně
1. Ke zdi – 3:04 (Zuzana Navarová)
2. Na zdraví – 4:42 (Zuzana Navarová)
3. Johanka z parku – 3:23 (Zuzana Navarová)
4. Na okraj srázu – 3:51 (Zdeněk Vřešťál)
5. Ochún – 3:56 (Zuzana Navarová)
6. Strach – 3:07 (Zdeněk Vřešťál)
7. Hele – 4:09 (Zuzana Navarová)
8. Co bylo, nebude – 1:01 (Zdeněk Vřešťál)
9. Hrr na ně – 5:24 (Zuzana Navarová)
10. Za pět minut – 4:34 (Zdeněk Vřešťál)

## Obsazení

### Nerez
- Zuzana Navarová – zpěv sólo (1, 3, 5, 7, 9, 10), sbor (2, 4, 5, 7, 9, 10), lusky framboyanu (1), zvon (1), calimba (2), claves (2, 3), triangl (2), tleskání (3, 7), Panova flétna (4), cymbals (4), tamburína (6), conga (7), buben Vašek (7, 9), chekeré (9), rolničky (9), čínský bubínek (9)
- Vít Sázavský – zpěv sólo (1, 2, 6, 9, 10), sbor (2, 3, 5–7, 9, 10), kytara (1–7, 9, 10), cabasa (2, 3, 5), housle (3), tleskání (3), viola (10), claves (10)
- Zdeněk Vřešťál – zpěv sólo (4, 6, 8, 10), sbor (2, 3, 6, 7, 9, 10), vibraslap (2), chimes (4, 9), cabasa (7), tleskání (7), Panova flétna (9)
- Václav Bratrych – tenorsaxofon (1, 6), triangl (2), sopránsaxofon (2, 3, 9, 10), tleskání (3, 7), templbloky (4), sbor (7), chekeré (7), barytonsaxofon (9), cymbals (9), zobcová flétna (10)
- Vladimír Vytiska – kontrabas (1–6, 9), tleskání (7)

### Hosté
- Tomáš Brožek – xylofon (10)
- František Havlíček – flétna (7)
- Aleš Charvát – bezpražcová baskytara (7, 10)
- Martin Kučaj – elektrická kytara (10), marimba (resp. její samplovaný zvuk na klávesách[4]) (10), piano (10)
- Pavel Plánka – timbales (7)
- Jiří Zelenka – bicí (10)

## Aranžmá
- Vít Sázavský (1, 3, 6)
- Vít Sázavský a Zuzana Navarová (5, 7, 9)
- Nerez (2, 4)
- Martin Kučaj (10)

## Obal
Obal alba vytvořil Michal Cihlář. Nerez v té době vystupoval v kostýmech Magdy Nechalové a Michal Cihlář v těchto kostýmech členy kapely vyfotil a podle fotek pak vymodeloval jejich sošky. Na obalu alba jsou pak tyto sošky umístěny jakoby na dně terária před kamenem, na kterém je nalepený originální plakát Nerez. Plakát vyfotil Rudo Prekop a pózuje na něm modelka Jaroslava Rytychová.

## Reedice
Album vyšlo digitálně remasterováno v roce 1995 v rámci Nerez antologie, mezi písničky Ochún a Strach byla ještě jako bonus zařazena píseň Za poledne (Zuzana Navarová) ve verzi ze singlu Tisíc dnů mezi námi / Za poledne (1984).
Album vyšlo také v kolekci ...a bastafidli! (2007).